# 국가부도
국가부도(國家不渡, 영어: sovereign default)는 국가가 자신의 채무를 상환하지 못하게 되는 사태를 말한다. 국가부도 위기에 직면한 상황을  국가부채위기(sovereign debt crisis) 또는 디폴트 위기라고도 표현한다.

## 국가부채위기의 사례들
- 라틴아메리카 국가부채위기 (1980년대)
- 1994년 멕시코 국가부채위기
- 대한민국의 IMF 구제금융 요청
- 1998년 러시아 국가부채위기
- 2001년 아르헨티나 경제위기
- 2007–08년 세계 금융 위기
- 2010년 유럽 국가 부채 위기

## 같이 보기
- 국가채무에 따른 나라 목록